# أنطون فينكلر
أنطون فينكلر (بالألمانية: Anton Winkler)‏ هو متسابق على الجليد بمزلاجة ألماني، ولد في 23 فبراير 1954 في بيشوفسفيزن في ألمانيا، وتوفي في 8 أكتوبر 2016 في بيرتشسغادن في ألمانيا.

## وصلات خارجية
- أنطون فينكلر على موقع أوليمبيديا (الإنجليزية)